# Oussama Khennoussi
Oussama Khennoussi (* 28. Dezember 1999) ist ein algerischer Leichtathlet, der sich auf den Diskuswurf spezialisiert hat und Inhaber des Landesrekordes in dieser Disziplin ist. 2024 wurde er in Douala Afrikameister.

## Sportliche Laufbahn
Erste internationale Erfahrungen sammelte Oussama Khennoussi im Jahr 2017, als er bei den Juniorenafrikameisterschaften in Tlemcen mit einer Weite von 40,62 m den sechsten Platz im Diskusbewerb belegte. Im Jahr darauf gelangte er bei den Arabischen-U20-Meisterschaften in Amman mit 48,94 m ebenfalls auf Rang sechs und 2021 wurde er bei den Arabischen Meisterschaften in Radès mit 56,45 m Fünfter. Im Jahr darauf klassierte er sich bei den Afrikameisterschaften in Port Louis mit 47,58 m auf dem siebten Platz und erreichte anschließend bei den Mittelmeerspielen in Oran mit neuem Landesrekord von 58,93 m Rang sieben. Im August gewann er bei den Islamic Solidarity Games in Konya mit 60,59 m die Bronzemedaille hinter dem Kuwaiter Essa Mohamed al-Zenkawi und Moaaz Mohamed Ibrahim aus Katar. 2023 gewann er bei den Panarabischen Spielen in Algier mit 58,25 m die Bronzemedaille hinter Moaaz Mohamed Ibrahim und Essa Mohamed al-Zenkawi sicherte sich anschließend bei den World University Games in Chengdu mit 61,33 m die Bronzemedaille hinter dem Polen Oskar Stachnik und Kai Chang aus Jamaika. Im Jahr darauf gewann er bei den Afrikaspielen in Accra mit 59,97 m die Silbermedaille hinter dem Südafrikaner Victor Hogan und im Juni siegte er mit neuem Landesrekord von 63,90 m bei den Afrikameisterschaften in Douala. Anschließend brachte er bei den Olympischen Sommerspielen in Paris in der Qualifikationsrunde keinen gültigen Versuch zustande.
2025 siegte er bei den Arabischen Meisterschaften in Oran mit neuem Meisterschafts- und Landesrekord von 64,54 m. 
In den Jahren von 2022 bis 2024 wurde Khennoussi algerischer Meister im Diskuswurf.